# Ultralydsscanning
Ultralydsscanning (kan også staves med enkelt s, ultralydscanning) anvendes bl.a. til at tage billeder af fostre samt indre organer. En ultralydsscanner fungerer på samme måde som et ekkolod, som fiskere anvender til at lokalisere fiskestimer. Ultralyd udsendes i impulser fra en transducer og kastes tilbage mod en måler i apparatet, når de møder væv. Man kan derved danne sig et billede af eksempelvis et foster eller et indre organ.

## Anvendelse
Ultralydsscanning er en metode der bruges i alle de medicinske sammenhænge hvor det er relevant at kunne se et billede af hvad der foregår inde i kroppen, uden først at skære den op. Ultralydsscanning kan dermed i visse tilfælde erstatte røntgenundersøgelser. Dette er dog kun i forbindelse med billeder af bløddele. Ultralyd kan ikke passere knogler eller luft, og kan derfor ikke erstatte røntgen i forbindelse med knoglebrud eller i forbindelse med lungelidelser.
Ultralydsscanning er tidligere primært brugt i forbindelse med fosterdiagnostik, men bruges nu til mange forskellige typer undersøgelser.

## Ekkokardiografi
Ekkokardiografi er ultralydsscanning af hjertet. Undersøgelsen kan vise strømmen ind og ud af hjertet, og dermed afsløre om hjertet pumper for lidt eller for meget. En ultralydsscanning af hjertet kan også give billederne af hjerteklapper og hjertekamre.

## Fosterdiagnostik med ultralydsscanning
Gravide kvinder tilbydes forskellige former for fosterdiagnostik, hvor ultralydsscanninger indtager en central plads. Omkring uge 13 i graviditeten tilbydes en nakkefoldsscanning, hvor tykkelsen af fosterets nakkefold måles på et ultralydsbillede. Den målte tykkelse bruges i udregningen af risikoen for at fosteret har Downs syndrom. Risikotallet bruges som beslutningsgrundlag for, om der skal foretages en invasiv undersøgelse i form af en fostervandsprøve eller en moderkageprøve. De invasive undersøgelser giver sikkert svar på, om der er kromosomfejl hos fosteret, men de indebærer en risiko for at fremprovokere en abort.
Ca. halvvejs i graviditeten (omkring uge 20) tilbydes en såkaldt misdannelsescanning. På dette tidspunkt er alle fosterets organer dannet, og dermed kan ultralydsbillederne afsløre, om der er misdannelser i lemmer eller organer. Dette giver mulighed for at foretage en abort, hvis fosteret er misdannet på en måde, så det ikke kan overleve uden for livmoderen, eller at tage passende forholdsregler hvis barnet har misdannelser, f.eks. hjertefejl, der kræver behandling umiddelbart efter fødslen. Ved misdannelsesscanningen er det også muligt med en vis sikkerhed at bestemme barnets køn. Det er ikke en del af tilbuddet på de offentlige sygehuse, men som regel gør scanningspersonalet det gerne alligevel.

## Brug af ultralydsscanning i kræftbehandling
Ultralydsscanning bruges også til at påvise kræftknuder og til at kontrollere størrelsen af disse under behandlingen. Ultralyden bruges især omkring organer hvor det ellers er svært at komme til. Ultralydsscanning er blandt andet velegnet til at undersøge:
- Bughulens organer – f.eks. lever, galdeblære, bugspytkirtel og nyrer
- Lymfeknuder alle steder i kroppen
- Væske i lungehinden og bughinden
- Forholdene i bækkenet
- Knuder i brystet og på halsen.

## Begrundelser for ultralydsscanning
Brugen af ultralydsscanning er udbredt som forundersøgelse, da proceduren normalt anses for at være ufarlig. Man kan derved slippe for at foretage invasive procedurer, hvor der ofte er en langt større risiko involveret. Dette sker ofte på bekostning af præcision. De resultater man opnår med ultralydsscanning har ofte en langt mindre sikkerhed end resultater opnået ved andre procedurer. Derfor vil man ofte efterfølge en ultralydsscanning med en bedre undersøgelse ifald ultralydsundersøgelsen afslører mulige problemer.

## Doppler-ultralydsscanning
Doppler-ultralydsscanning anvender reflekterede lydbølger til at evaluere blodgennemstrømningen og opdage passager med lav gennemstrømning. Derved kan man opdage potentielle blodpropper.
Anvendelsen udnytter de gennemstrømmende blodlegemers afbøjninger af lydfrekvensen vha. den såkaldte Dopplereffekt. Når lydbølgerne rammer blodlegemerne, vil den hastighed hvormed lyden kastes tilbage afhænge af blodlegemets hastighed. Dermed kan man lave en indirekte måling af blodlegemernes hastighed og dermed sammenligne gennemstrømningen forskellige steder i kroppen.